# Buchbach (Dolna Austria)
Buchbach – gmina w Austrii, w kraju związkowym Dolna Austria, w powiecie Neunkirchen. Według Austriackiego Urzędu Statystycznego liczyła 352 mieszkańców (1 stycznia 2014).